# Adam Trautman
Adam Trautman (Traverse City, 5 febbraio 1997) è un giocatore di football americano statunitense che milita nel ruolo di tight end per i Denver Broncos della National Football League (NFL).

## Carriera

### New Orleans Saints
Trautman al college gioco a football all'Università di Dayton dal 2016 al 2019. Fu scelto nel corso del terzo giro (105º assoluto) del Draft NFL 2020 dai New Orleans Saints. Fu il primo giocatore da Dayton scelto da Bill Westbeld nel 1977. Debuttò nel primo turno contro i Tampa Bay Buccaneers, diventando il primo giocatore di Dayton a scendere in campo nella NFL in 45 anni. La settimana successiva ricevette il primo passaggio da 17 yard dal quarterback Drew Brees nel Monday Night Football contro i Las Vegas Raiders. La sua stagione da rookie si concluse con 15 ricezioni per 171 yard e un touchdown in 15 presenze.

### Denver Broncos
Il 29 aprile 2023 Trautman fu scambiato con i Denver Broncos, assieme alla 257ª scelta Draft NFL 2023, per la 195ª scelta del draft.